# Jean de Mierzejewski
Ivan Pavlovitch Mierzejewski (en russe : Иван Павлович Мержеевский), né en 1838 à Jedrzejow, Royaume du Congrès et mort en 1908 à Paris, est un psychiatre et universitaire russe. Il fut membre associé de la Société médico-psychologique (1878-1908), correspondant étranger de l'Académie nationale de médecine (1897-1908) et professeur de la clinique des maladies mentales à l’Académie médico-chirurgicale de Saint-Pétersbourg (ru).
En 1868, après avoir été chef de clinique des maladies mentales à Saint Pétersbourg, il obtient au concours une bourse de voyage , qui lui permit de passer deux ans dans les centres scientifiques étrangers. Il resta 18 mois à Paris, suivant les cours de Jules Baillarger et de Jean-Martin Charcot  à la Salpêtrière et de Valentin Magnan à l'asile Sainte-Anne, ce dernier devenant par la suite son ami et son collaborateur. En 1878, il assiste au Congrès international de médecine mentale qui se tient à Paris lors de l’Exposition. Il est professeur titulaire de la chaire des maladies mentales à la Faculté impériale de médecine de Saint-Pétersbourg jusqu'en 1906. Il publia d’importants travaux sur les lésions du cerveau de la paralysie générale.
Il est mort, le 17 mars 1908 à Paris, où il était venu pour assister au jubilé de M. Magnan. Il avait soixante-dix ans.

## Travaux
- Études sur les lésions cérébrales dans la paralysie générale , Paris: G. Masson, 1875; 46 p. [Extrait des Archives de physiologie normale et pathologique 2, 1875 ; 195-235].
- Note sur les cerveaux d'idiots en général, avec la description d'un nouveau cas d'idiotie, Revue d’anthropologie 5, 1876; 21-33.
- Des causes qui favorisent le développement des maladies mentales et nerveuses en Russie, Discours prononcé au Ier Congrès des aliénistes à Moscou, 5 janvier 1887.
- De l’anatomie pathologique de l’idiotie, Compte-Rendu du XIIIe Congrès International de Médecine, Section de psychiatrie, Paris, 1900 ; pp.148-154.